# Ich lebe
Ich lebe ist ein Lied der österreichischen Pop-Rock-Sängerin Christina Stürmer, das sie nur unter ihrem Vornamen veröffentlichte. Der Song ist die erste Singleauskopplung ihres Debütalbums Freier Fall und erschien am 24. März 2003 in Österreich. Am 25. April 2005 wurde das Lied in einer leicht veränderten Version auch in Deutschland als Single veröffentlicht und ist auf der Kompilation Schwarz Weiß enthalten.

## Inhalt
Ich lebe wird aus der Perspektive des lyrischen Ichs gesungen, das sich an ein unbestimmtes „Du“ wendet und seine Abhängigkeit von diesem ausdrückt. Es wird in den ersten beiden Strophen offen gelassen, ob es sich dabei um eine Person, eine Droge oder etwas anderes handelt. Im letzten Refrain wird die Abhängigkeit schließlich umgedreht und es wird deutlich, dass es um eine ambivalente Liebesbeziehung geht.

„Ich lebe, weil du mein Atem bist

Bin müde, wenn du das Kissen bist

Bin durstig, wenn du mein Wasser bist

Du bist für mich mein zweites Ich

Ich lebe“

## Produktion
Der Song wurde von dem Musikproduzenten Alexander Kahr in Zusammenarbeit mit Harald Hanisch, der als Co-Produzent fungierte, produziert. Beide sind neben Eva Kraus und Leopold Zillinger auch Autoren des Liedes.

## Musikvideo
Bei dem zu Ich lebe gedrehten Musikvideo führte Dennis Karsten Regie. Es verzeichnet auf YouTube über 600.000 Aufrufe (Stand Februar 2022).
Das Video zeigt Christina Stürmer und ihre Band, die das Lied in einem weißen Raum spielen. Dabei werden verschiedene Dinge gezeigt, die überwiegend im Zusammenhang mit dem Songtext stehen, wie Handschellen, Geldscheine, Alkohol oder ein Glas Wasser. Wiederholt sind zudem ein Greifvogel und eine Maus zu sehen. Gegen Ende des Videos trifft die Sängerin in einem schwarzen Raum auf eine zweite Christina Stürmer, die das zweite Ich verkörpert.

## Single

### Covergestaltung
Das Singlecover von 2003 zeigt eine Hälfte des Gesichts von Christina Stürmer, die den Betrachter anblickt. Im linken Teil des Covers stehen die weißen Schriftzüge christina und ich lebe. Der Hintergrund ist gelb gehalten. Auf dem Singlecover von 2005 ist ebenfalls Christina Stürmer zu sehen, die den Betrachter ansieht. Links oben im Bild befinden sich die Schriftzüge Christina Stürmer und Ich Lebe in Schwarz bzw. Rot. Der Hintergrund ist blau-grau gehalten.

### Titellisten
Version 2003
1. Ich lebe (Radio Version) – 3:25
2. Ich lebe (Unplugged) – 3:27
3. Ich lebe (Karaoke Version) – 3:25

Version 2005
1. Ich lebe (Radio Version 2005) – 3:20
2. Ich lebe (Live Version) – 3:55
3. Ich lebe (Instrumental) – 3:20
4. Vorbei (Live Version) – 4:24
5. Ich lebe (Enhanced Video) – 3:20

### Chartplatzierungen
Ich lebe stieg am 6. April 2003 auf Platz eins in die österreichischen Singlecharts ein und konnte sich neun Wochen an der Spitze sowie 23 Wochen in den Charts halten. In den österreichischen Single-Jahrescharts 2003 belegte es Rang zwei. Nach Wiederveröffentlichung im Jahr 2005 erreichte das Lied Position vier in Deutschland und hielt sich sechs Wochen in den Top 10 sowie 18 Wochen in den Top 100. Für eine Woche war Ich lebe der erfolgreichste deutschsprachige Titel in den deutschen Singlecharts. In der Schweiz belegte es Platz 21 und konnte sich 29 Wochen in den Charts halten. In den deutschen Single-Jahrescharts 2005 erreichte es Rang 33.
| ChartsChartplatzierungen | Höchstplatzierung | Wochen |
| ------------------------ | ----------------- | ------ |
| Österreich (Ö3)          | 1 (23 Wo.)        | 23     |

| ChartsChartplatzierungen | Höchstplatzierung | Wochen |
| ------------------------ | ----------------- | ------ |
| Deutschland (GfK)        | 4 (18 Wo.)        | 18     |
| Österreich (Ö3)          | 26 (14 Wo.)       | 14     |
| Schweiz (IFPI)           | 21 (29 Wo.)       | 29     |

| ChartsJahrescharts (2003) | Platzierung |
| ------------------------- | ----------- |
| Österreich (Ö3)           | 2           |

| ChartsJahrescharts (2005) | Platzierung |
| ------------------------- | ----------- |
| Deutschland (GfK)         | 33          |
| Schweiz (IFPI)            | 84          |

### Verkaufszahlen und Auszeichnungen
Ich lebe wurde im Jahr 2006 für mehr als 150.000 Verkäufe in Deutschland mit einer Goldenen Schallplatte ausgezeichnet. In Österreich erhielt das Lied 2003 für über 30.000 verkaufte Einheiten eine Platin-Schallplatte.

| Land/Region        | Auszeichnungen für Musikverkäufe (Land/Region, Auszeichnung, Verkäufe) | Verkäufe |
| ------------------ | ---------------------------------------------------------------------- | -------- |
| Deutschland (BVMI) | Gold                                                                   | 150.000  |
| Österreich (IFPI)  | Platin                                                                 | 30.000   |
| Insgesamt          | 1× Gold · 1× Platin ·                                                  | 180.000  |